# A Book Like This
Albums de Angus and Julia Stone
Heart Full of Wine (EP-Maxi)
(2007) Hollywood (EP-Maxi)
(2008)
Singles
1. The Beast
Sortie : 18 août 2007
2. Just A Boy
Sortie : 29 mars 2008
3. Hollywood
Sortie : 8 novembre 2008

A Book Like This est le premier album du duo de musique folk Angus and Julia Stone, un frère et une sœur, compositeurs-interprètes, originaires d'Australie.
Paru en 2007, l'album est produit par Ian Pritchett, Fran Healy et Angus & Julia Stone.
Une version alternative de l'album est réalisée par Nettwerk le 3 mars 2009 lorsque le groupe se produit sur la station de radio américaine KCRW.

## Liste des titres
| No  | Titre                                                          | Durée |
| --- | -------------------------------------------------------------- | ----- |
| 1.  | The Beast                                                      | 3:50  |
| 2.  | Here We Go Again                                               | 4:59  |
| 3.  | Wasted                                                         | 3:44  |
| 4.  | Just a Boy                                                     | 3:57  |
| 5.  | Bella                                                          | 4:05  |
| 6.  | Hollywood                                                      | 2:37  |
| 7.  | A Book Like This                                               | 3:51  |
| 8.  | Silver Coin                                                    | 4:56  |
| 9.  | Stranger                                                       | 4:10  |
| 10. | Soldier                                                        | 3:39  |
| 11. | Jewels and Gold                                                | 4:22  |
| 12. | Another Day                                                    | 4:17  |
| 13. | Horse and Cart                                                 | 4:36  |
| 14. | Mother Hubbards Shoe (Australian iTunes exclusive bonus track) |       |

| Version alternative (2009) | Version alternative (2009) | Version alternative (2009) | Version alternative (2009) | Version alternative (2009) | Version alternative (2009) | Version alternative (2009) | Version alternative (2009) | Version alternative (2009) | Version alternative (2009) |
| No                         | Titre                      | Durée                      |                            |                            |                            |                            |                            |                            |                            |
| -------------------------- | -------------------------- | -------------------------- | -------------------------- | -------------------------- | -------------------------- | -------------------------- | -------------------------- | -------------------------- | -------------------------- |
| 1.                         | Mango Tree                 | 3:45                       |                            |                            |                            |                            |                            |                            |                            |
| 2.                         | Wasted                     | 3:45                       |                            |                            |                            |                            |                            |                            |                            |
| 3.                         | Private Lawns              | 3:07                       |                            |                            |                            |                            |                            |                            |                            |
| 4.                         | The Beast                  | 3:52                       |                            |                            |                            |                            |                            |                            |                            |
| 5.                         | Silver Coin                | 4:57                       |                            |                            |                            |                            |                            |                            |                            |
| 6.                         | A Book Like This           | 3:57                       |                            |                            |                            |                            |                            |                            |                            |
| 7.                         | Choking                    | 5:48                       |                            |                            |                            |                            |                            |                            |                            |
| 8.                         | Bella                      | 4:08                       |                            |                            |                            |                            |                            |                            |                            |
| 9.                         | Paper Aeroplane            | 3:43                       |                            |                            |                            |                            |                            |                            |                            |
| 10.                        | Hollywood                  | 2:38                       |                            |                            |                            |                            |                            |                            |                            |
| 11.                        | Just a Boy                 | 4:01                       |                            |                            |                            |                            |                            |                            |                            |
| 12.                        | Jewels and Gold            | 4:25                       |                            |                            |                            |                            |                            |                            |                            |
| 13.                        | Here We Go Again           | 5:01                       |                            |                            |                            |                            |                            |                            |                            |
| 53:07                      |                            |                            |                            |                            |                            |                            |                            |                            |                            |